# École estivale Amchit
L'École estivale Amchit (EEA) (en arabe : المعهد الصيفي في عمشيت) était une école d'été libanaise comprenant un centre culturel, un cinéma éducatif francophone et arabophone, des activités de scouts et des activités théâtrales, ainsi que des cours de mise à niveau scolaire. Elle fut fondée à Amchit en 1954 par Abadallah Youssef Zakhia, professeur de biologie et de chimie diplômé de l'École normale supérieure de Beyrouth. 
Première en son genre dans la région et constituant un projet précurseur des clubs culturels actuels, l'EEA a compté parmi ses élèves le président Michel Sleiman, l’ambassadeur Bahjat Lahoud, le metteur en scène Elie Lahoud...
Elle cessa son activité en 1964.

## Mission
- Renforcer le niveau scolaire des élèves
- Mise à niveau des élèves ayant des difficultés dans les disciplines de mathématiques, biologie, chimie et physique.
- Participer à l'épanouissement des élèves en développant leurs talents (ateliers artistiques, bricolage, rédaction de bulletin hebdomadaire)
- Épanouissement psycho-social des élèves grâce à des activités de scouts
- Fondation du théâtre de l'École estivale Amchit
- Activité cinématographique francophone (films en 16 mm) et arabophone, à vocation éducative (Fables de la Fontaine...)
- À la fin de chaque été, une exposition regroupant les travaux des élèves avait lieu en parallèle à des activités de kermès ainsi que des tournois de sports (volley ball, badminton, course à vélo ou à pied...). La session était clôturée par la remise de prix aux étudiants excellents.

## Anciens élèves devenus célèbres
- Le président Michel Sleiman
- L'ambassadeur Bahjat Lahoud
- Le chanteur Marcel Khalife
- L'acteur Paul Sleiman

## Distinctions
Abdallah Y. Zakhia, fondateur et directeur de l'EEA, reçut les distinctions suivantes :
- En 1972, la médaille de Mérite décernée par le gouvernement libanais pour services rendus dans le domaine de la pédagogie
- En 2009, la médaille d'officier des Palmes académiques du gouvernement français